# 1-я Украинская кавалерийская дивизия
1-я Украинская кавалерийская дивизия — соединение кавалерии РККА, созданное во время Гражданской войны в России 1918—1920 годов. Являлось манёвренным средством в руках фронтового и армейского командования для решения оперативных и тактических задач.

## Командный состав 1-й Украинской кавалерийской дивизии

### Начальники дивизии
- Беленкович Александр Михайлович — с 27 марта 1919 года по 6 июня 1919 года[1]

### Военком
- Лоладзе Павел Николаевич — с 27 марта 1919 года по 6 июня 1919 года[1]

### Начальники штаба
- Горбунов Николай Антонович, врид — с 27 марта 1919 года по 7 мая 1919 года[1]
- Чинников А., врид — с 7 мая 1919 года по 6 июня 1919 года[1]